# J SPORTS
J SPORTS是日本的一家专门播出体育节目的电视台，隶属于株式会社J SPORTS（日语：株式会社ジェイ・スポーツ），旧称SKY sports、J SKY sports。

## 概要
J SPORTS以“国内最大的四频道体育电视台”（国内最大4チャンネルのスポーツテレビ局）自居，通过卫星电视及有线电视覆盖日本全国。1996年，由新闻集团与软银合资组建的“JSkyB株式会社”（ジェイ・スカイ・ビー株式会社）成立；1997年9月1日，由JSkyB运营的“SKY sports”（即现在的J SPORTS 4）频道开播，通过“PerfecTV!”（即现在的“Sky PerfecTV!”）平台播出。1998年4月25日，JSkyB又开办了SKY sports 1和SKY sports 2（即现在的J SPORTS 1和J SPORTS 2）两条体育频道。其后几经并购与股权变动，最终于2011年7月14日更改为现在的频道名称，并于当年10月1日开始在日本BS卫星上高清化播出。J SPORTS也是日本民间放送联盟的准会员，2012年5月1日加盟。目前J SPORTS共有四个频道，其中J SPORTS 3开播最早，于1990年以“Japan Sports Channel”（ジャパンスポーツチャンネル，即“日本体育频道”）的名称开播，起初由伊藤忠商事运营，2005年并入J Sports。

## 频道一览

### J SPORTS 1
- 开播时间：1998年4月25日
- 名称沿革：SKY sports 1→J SKY SPORTS 1→J SPORTS 1→J sports 1→J SPORTS 1
- 以直播日本国内赛事为主，包括职业棒球、橄榄球、滑雪、乒乓球、羽毛球等赛事[4]。

### J SPORTS 2
- 开播时间：1998年4月25日
- 名称沿革：SKY sports 2→J SKY SPORTS 2→J SPORTS 2→J sports 2→J SPORTS 2
- 以欧洲足球赛事（如英超、德甲等）为主，也会播出日本职业棒球以及日本室内五人制足球F联赛（日语：日本フットサルリーグ）比赛[4]。

### J SPORTS 3
- 开播时间：1990年4月30日
- 名称沿革：Japan Sports Channel（ジャパンスポーツチャンネル）→Sports-i（スポーツ・アイ）→Sports-i ESPN（日语：スポーツ・アイ ESPN）→J sports ESPN→J SPORTS 3
- 起初由伊藤忠商事运营，后改由伊藤忠商事和ESPN成立的合资公司“Sports-i Network”（スポーツ・アイ・ネットワーク）运营，2005年该公司与J sports合并[5]。
- 提供多样化的体育节目，包括美国职棒、日本J联赛、世界拉力锦标赛、世界汽车耐力锦标赛、WWE以及体育纪录片等[4]。

### J SPORTS 4
- 开播时间：1997年9月1日
- SKY sports→SKY sports 3→J SKY SPORTS 3→J SPORTS 3→J sports Plus→J SPORTS 4
- 以直播比赛为主，包括欧洲足球赛事、美国职棒、日本SUPER GT（日语：SUPER GT）赛车及自行车、花样滑冰等赛事[4]。